# Lijst van polders in de heerlijkheid Putten

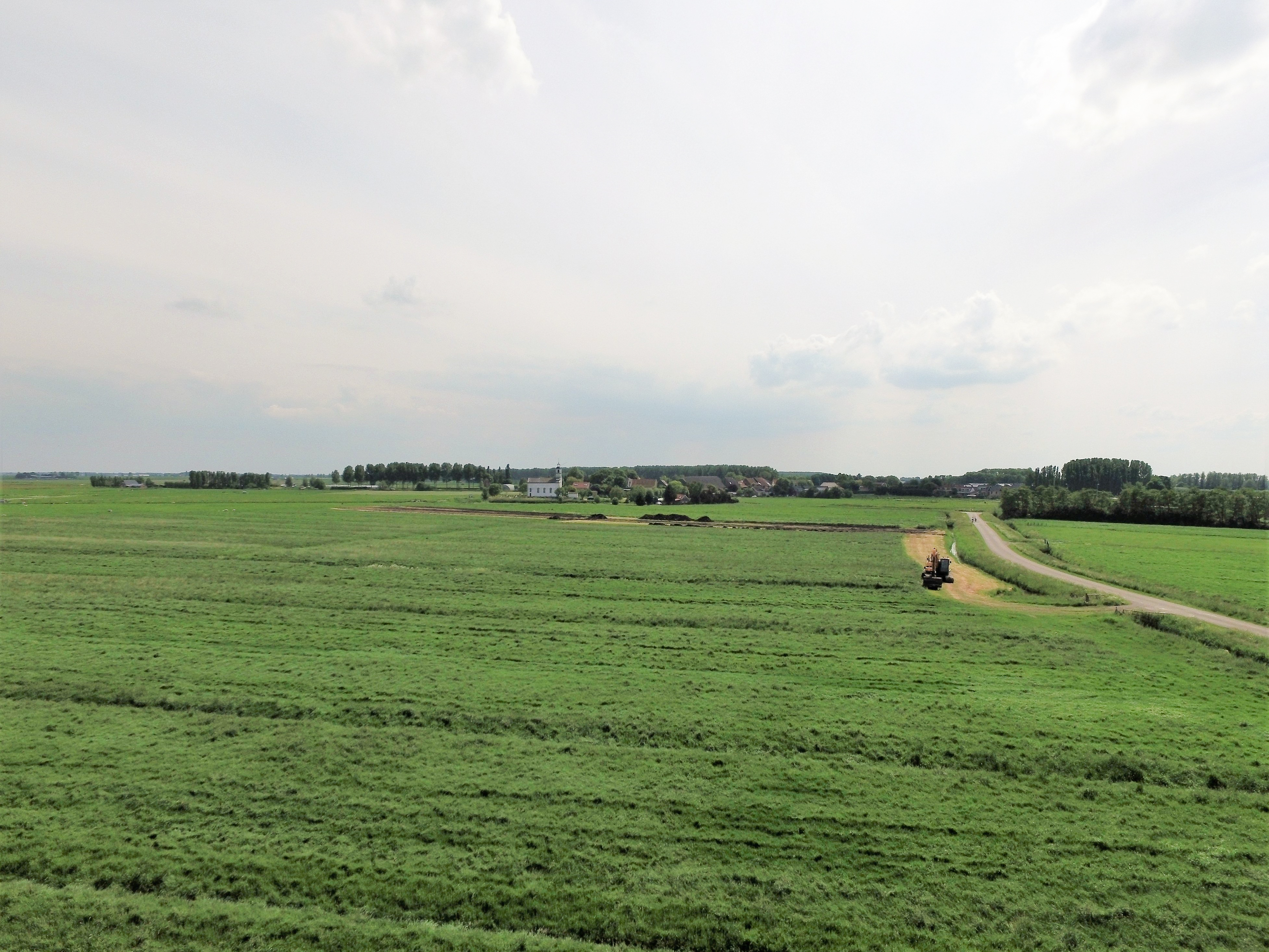
Polder Simonshaven (2017)

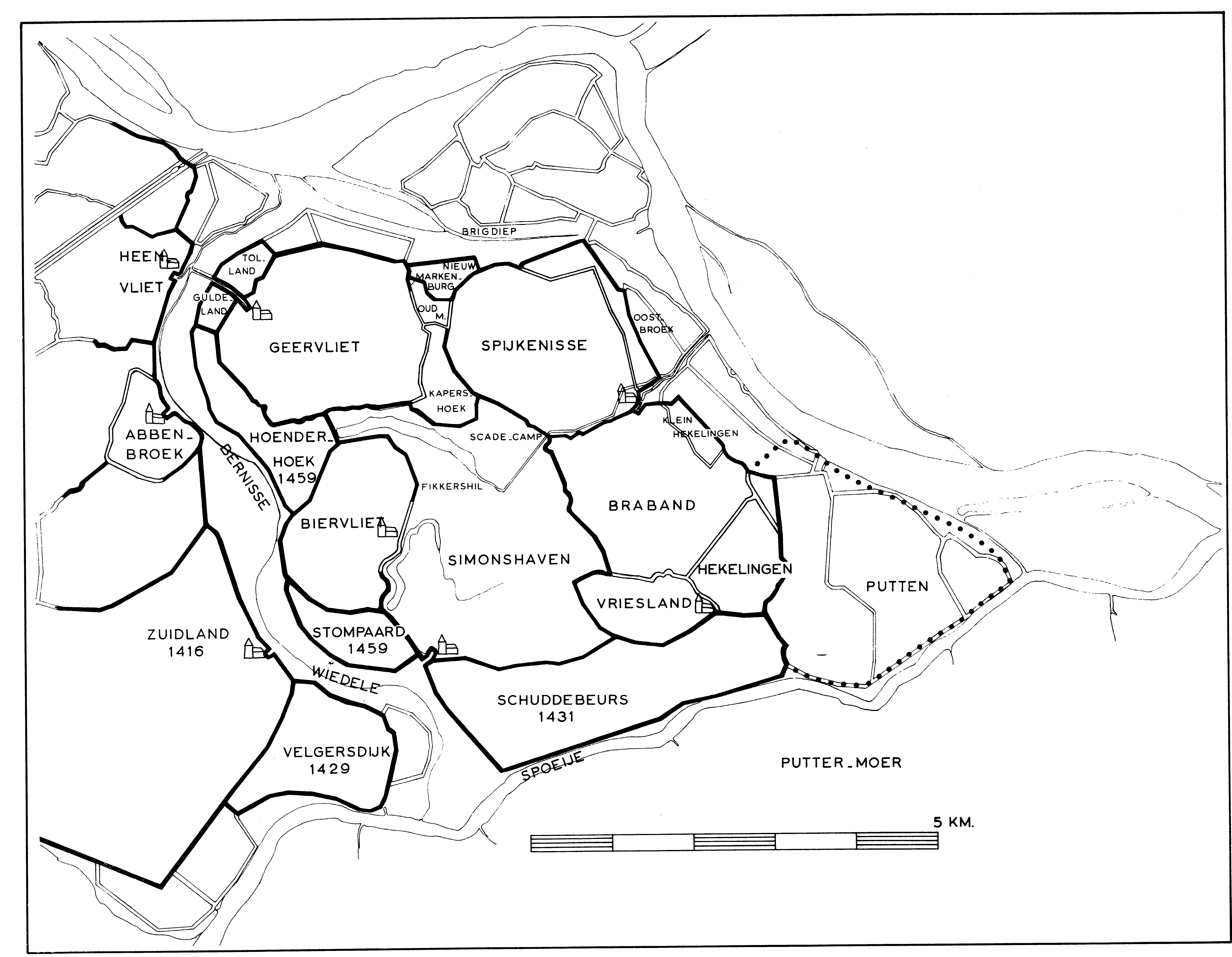
Schetskaart polders in Nissewaard eind 15e eeuw

Lijst van polders in de heerlijkheid Putten biedt een overzicht van de polders in de Heerlijkheid Putten en (een indicatie van) het jaar van hun bedijking. De volgorde is op jaar van (vermoedelijke) bedijking. Enkele polders zijn tweemaal bedijkt, na de eerste keer waren ze dan overstroomd en werd besloten om ze opnieuw te bedijken.
| Polder | Jaar bedijking                                                                                 | Omvang in 1459                                                   |
| --- | ---------------------------------------------------------------------------------------------- | ---------------------------------------------------------------- |
| Oude Putten (NW-Hoeksche Waard) | 12e eeuw (vóór 1216)                                                                           |                                                                  |
| Geervliet | eind 12e eeuw                                                                                  | 878 gemeten = 486 ha                                             |
| Spijkenisse (ten noorden van Nieuwstraat) | eind 12e eeuw                                                                                  | 744 gemeten = 409 ha                                             |
| Scadecamp (tussen Geervliet en Spijkenisse) | eind 12e eeuw (tegelijk met of iets later dan Spijkenisse)                                     |                                                                  |
| Caprixhoek (Kapershoek, tussen Geervliet en Spijkenisse)                                                                                                 | vóór 1300                                                                                      |                                                                  |
| Poortugaal | eind 12e eeuw                                                                                  |                                                                  |
| Vriesland | vóór 1304, maar wellicht al eind 12e eeuw                                                      | 200 gemeten = 110 ha                                             |
| Biervliet | vóór 1304, waarschijnlijk eind 12e eeuw                                                        | 431 gemeten = 237 ha                                             |
| Hekelingen | 13e eeuw of eerder (verbindingspolder tussen Vriesland en Nieuw-Putten)                        |                                                                  |
| Drenkwaard (in Zuidland) | vóór 1229, 1416                                                                                | kleiner dan Geervliet                                            |
| Trentmoer en Hegeniss (ZW-Flakkee) | 1237                                                                                           |                                                                  |
| Corendike (Korendijk, Hoeksche Waard) | 1246 en 1439                                                                                   |                                                                  |
| Klein-Hekelingen | 13e eeuw, vóór Braband                                                                         | zie Braband                                                      |
| Braband (ten zuiden van polder Spijkenisse) | Later dan Spijkenisse en Vriesland, waarschijnlijk eind 13 eeuw, maar in ieder geval vóór 1304 | 642 gemeten = 353 ha (incl. Klein-Hekelingen)                    |
| Simonshaven | 1305 (door Simon van Markenburg)                                                               | 1226 gemeten = 674 ha                                            |
| Hoogvliet | tussen ±1300-1315                                                                              |                                                                  |
| (Oud-)Markenburg (tussen Geervliet en Spijkenisse, klein gebied ten zuiden van Nieuw-Markenburg, nu Truckparking Spijkenisse)                            | 1353 (door Aper van Spikenisse Dircssoen)                                                      |                                                                  |
| Nieuw-Markenburg (tussen Geervliet en Spijkenisse, gebied ten zuiden van de Markenburgweg, tussen de Hartelsedijk en de Borgtweg)                        | 1397, 1438                                                                                     | 48 gemeten = 26 ha                                               |
| Kat(h)endrecht (Rotterdam-Charlois) | 1400                                                                                           |                                                                  |
| Zuidland | 1416                                                                                           |                                                                  |
| (Oud-)Schuddenbeurs (Corper, Marymeet, den Brant, Heer Hughengors, Heer Maesgors; ten zuiden van Simonshaven); werd opgenomen in het ambacht Simonshaven | 1431                                                                                           | 728 gemeten = 410 ha                                             |
| Korendijk, Koewaert en Goudswaard (Hoeksche Waard) | 1439                                                                                           |                                                                  |
| (Oud-)Velgersdijk (bij Zuidland) | 1429, 1486                                                                                     |                                                                  |
| (Oud-)Hoenderhoek, Oud-Noordland, Stompert/Oud-Stompaard, (Oud-)Guldenland, Tolland (oostzijde van de Bernisse)                                          | 1455-1459                                                                                      | Hoenderhoek 242 gemeten = 133 ha; Guldenland: 28 gemeten = 15 ha |
| Nieuw-Stompaard (zuid van Biert) | na 1459                                                                                        |                                                                  |
| Charlois (in Putten over de Maas, genoemd naar Karel van Charolais, toen heer van Putten)                                                                | 1462                                                                                           |                                                                  |
| Oud-Oostbroek (NO-Spijkenisse; bedijkt door Jacob Aerntszn.)                                                                                             | 1478                                                                                           |                                                                  |
| Oud-Hongerland (oost van Braband) | 1499                                                                                           |                                                                  |
| Oude Uitslag van Putten (ten oosten van Hekelingen) | 1536, 1558                                                                                     |                                                                  |
| Wolvenpolder | 1536, na 1565                                                                                  |                                                                  |
| Nieuwe Uitslag van Putten (ten oosten van Hekelingen) | 1565                                                                                           |                                                                  |
| Rammeland en Nieuw-Noordland (ten noorden van Geervliet)                                                                                                 | 1575                                                                                           |                                                                  |
| Nieuw-Velgersdijk (Zuidland) | ±1578                                                                                          |                                                                  |
| Nieuw-Guldeland en Nieuw-Hoenderhoek (ten westen van Geervliet)                                                                                          |                                                                                                |                                                                  |
| Nieuw-Schuddebeurs (ZW van Oud-Schuddebeurs) | 1596                                                                                           |                                                                  |
| Nieuw-Hongerland (ten oosten van Oud-Hongerland) | 1618                                                                                           |                                                                  |
| Nieuw-Oostbroek (ten oosten van Oud-Oostbroek) | 1617-1644                                                                                      |                                                                  |
| Buitenpoldertje (ten noorden van de Uitslagen van Putten)                                                                                                | ±1699                                                                                          |                                                                  |
| andere polders in oostelijk Flakkee | onbekend                                                                                       |                                                                  |
| andere polders in westelijk Hoeksche Waard | onbekend                                                                                       |                                                                  |
| |                                                                                                |                                                                  |
| Wel behorend tot het eiland Putten, maar niet tot de Heerlijkheid:                                                                                       |                                                                                                |                                                                  |
| Welplaat | 1715-1840                                                                                      |                                                                  |

De polder Putten in het oosten van het eiland Putten (vanaf 1532 het Verdronken Land van Putten, nu de polders Oude Uitslag van Putten, Wolvenpolder en Nieuwe Uitslag van Putten) was 883 gemeten of 486 ha groot in 1462, terwijl die huidige polders gezamenlijk 470 ha in 1939 waren.